# Mate Pavić
Mate Pavić, född 4 juli 1993 i Split, är en kroatisk tennisspelare som specialiserar sig i dubbel. Han har varit rankad som världsetta i dubbel, vilket han för första gången blev i maj 2018. Pavić har nått final i samtliga Grand Slam-turneringar samt vunnit Australiska öppna 2018 och US Open 2020. Övriga finalmatcher har varit vid Wimbledonmästerskapen 2017 samt Franska öppna 2018 och 2020. Han har även vunnit mixdubbeln vid US Open 2016 med Laura Siegemund samt Australiska öppna 2018 med Gabriela Dabrowski.

## Karriär

### Tidig karriär
I juli 2011 vann Pavić och George Morgan pojkdubbeln vid Wimbledonmästerskapen 2011. Under samma månad gjorde Pavić sin debut på ATP-touren då han i singeln vid Croatia Open Umag åkte ut mot italienske Filippo Volandri i den första omgången. I början av 2012 fick Pavić ett wildcard till PBZ Zagreb Indoors, där han spelade i dubbeln tillsammans med Ivan Dodig. De tog sig till final där det dock blev förlust mot Marcos Baghdatis och Michail Juzjnyj.
I juni 2012 vann Pavić sin första singelmatch på ATP-touren då han i den första omgången vid Ordina Open i 's-Hertogenbosch skrällde och slog ut nummer 40-rankade Robin Haase. Följande månad vann Pavić även över nummer 37-rankade Juan Carlos Ferrero vid Croatia Open Umag. I maj 2013 nådde han 295:e plats på singelrankingen, vilket är den högsta singelrankingen i hans karriär.

### 2015–2017: Första ATP-dubbeltiteln och första Grand Slam-titeln i mixed dubbel
I maj 2015 vann Pavić sin första dubbeltitel på ATP-touren, då han tillsammans med Michael Venus besegrade Jean-Julien Rojer och Horia Tecau i finalen av Open de Nice Côte d'Azur. Mellan maj 2015 och oktober 2016 tog sig Pavić och Venus till 11 dubbelfinaler på ATP-touren och vann fem av dem. Dock meddelade de i oktober 2016 att de inför kommande säsong inte skulle spela mer tillsammans. Under 2016 vann Pavić även mixdubbeln vid US Open med Laura Siegemund.
I början av 2017 spelade Pavić tillsammans med Alexander Peya och de tog sig som längst till semifinal vid Sydney International och Sofia Open. I april 2017 vann han Grand Prix Hassan II tillsammans med Dominic Inglot. Därefter började Pavić spela med österrikiske Oliver Marach och de hade en mindre framgångsrik start tillsammans på grus. Mellan juni och juli nådde de dock tre raka finaler på gräs, bland annat Wimbledonmästerskapen 2017 där de förlorade med 13–11 i femte set mot Łukasz Kubot och Marcelo Melo.
I oktober 2017 vann Pavić och Marach sin första titel tillsammans vid Stockholm Open, där de besegrade Aisam-ul-Haq Qureshi och Jean-Julien Rojer i finalen. De spelade en match som reserver i ATP-slutspelet 2017 och lyckades då besegra Bob och Mike Bryan.

### 2018: Första Grand Slam-dubbeltiteln och nummer 1-ranking
Säsongen 2018 började strålande för Pavić och Marach som vann både Qatar Open och Auckland Open. I januari vann de även sin första Grand Slam-turnering tillsammans då de besegrade Juan Sebastián Cabal och Robert Farah i finalen av Australiska öppna 2018. Vid turneringen vann han även mixdubbeln tillsammans med kanadensiska Gabriela Dabrowski.
I april tog Pavić och Marach sig till final för första gången i en Masters 1000-turnering. De förlorade finalen i Monte Carlo Masters mot Bob och Mike Bryan som tog sin 38:e Masters 1000-titel ihop. Den 21 maj 2018 blev Pavić världsetta på dubbelrankingen och han blev även den yngste världsettan sedan Todd Woodbridge 1996. Under året tog Pavić och Marach sig även till final vid Franska öppna 2018, där de dock förlorade mot Pierre-Hugues Herbert och Nicolas Mahut.

### 2019-2020: Ny partner samt första US Open och Masters 1000-titeln
Vid Franska öppna 2019 blev Pavić och Marach utslagna i den tredje omgången och efter turneringen meddelades det att de skulle gå skilda vägar och att Pavić nya partner skulle bli brasilianske Bruno Soares. Pavić och Soares vann sin första Masters 1000-titel tillsammans vid Shanghai Masters i oktober 2019.
I september 2020 vann Pavić och Soares dubbeln vid US Open, vilket blev deras första Grand Slam-titel tillsammans. Därefter tog de sig till final vid både Franska öppna och Paris Masters, dock med förlust som resultat i båda turneringarna.

### 2021: Ny partner och ett flertal ATP-titlar
I början av 2021 fick Pavić en ny partner i landsmannen Nikola Mektić. Under årets första tre månader vann de dubbeltiteln vid Antalya Open, Murray River Open och Rotterdam Open. Under denna period tog de sig även till semifinal vid Australiska öppna och final vid Dubai Tennis Championships. Pavić blev den 5 april återigen världsetta på dubbelrankingen efter den imponerande starten på säsongen 2021. Under samma månad vann Pavić och Mektić sin femte ATP-titel för året vid Monte Carlo Masters.

## Titlar och finaler

### Grand Slam-turneringar

#### Dubbel: 5 (2 titlar, 3 andraplatser)
| Resultat | År   | Mästerskap        | Underlag   | Medspelare    | Motståndare                         | Resultat                       |
| -------- | ---- | ----------------- | ---------- | ------------- | ----------------------------------- | ------------------------------ |
| Tvåa     | 2017 | Wimbledon         | Gräs       | Oliver Marach | Łukasz Kubot Marcelo Melo           | 7–5, 5–7, 6–7(2–7), 6–3, 11–13 |
| Vinnare  | 2018 | Australiska öppna | Hard court | Oliver Marach | Juan Sebastián Cabal Robert Farah   | 6–4, 6–4                       |
| Tvåa     | 2018 | Franska öppna     | Grus       | Oliver Marach | Pierre-Hugues Herbert Nicolas Mahut | 2–6, 6–7(4–7)                  |
| Vinnare  | 2020 | US Open           | Hard court | Bruno Soares  | Wesley Koolhof Nikola Mektić        | 7–5, 6–3                       |
| Tvåa     | 2020 | Franska öppna     | Grus       | Bruno Soares  | Kevin Krawietz Andreas Mies         | 3–6, 5–7                       |

#### Mixed dubbel: 4 (2 titlar, 2 andraplatser)
| Resultat | År   | Mästerskap        | Underlag   | Medspelare         | Motståndare                | Resultat              |
| -------- | ---- | ----------------- | ---------- | ------------------ | -------------------------- | --------------------- |
| Vinnare  | 2016 | US Open           | Hard court | Laura Siegemund    | Coco Vandeweghe Rajeev Ram | 6–4, 6–4              |
| Vinnare  | 2018 | Australiska öppna | Hard court | Gabriela Dabrowski | Tímea Babos Rohan Bopanna  | 2–6, 6–4, [11–9]      |
| Tvåa     | 2018 | Franska öppna     | Grus       | Gabriela Dabrowski | Latisha Chan Ivan Dodig    | 1–6, 7–6(7–5), [8–10] |
| Tvåa     | 2019 | Franska öppna     | Grus       | Gabriela Dabrowski | Latisha Chan Ivan Dodig    | 1–6, 6–7(5–7)         |

### Masters 1000-turneringar

#### Dubbel: 5 (3 titlar, 2 andraplatser)
| Resultat | År   | Mästerskap          | Underlag       | Medspelare    | Motståndare                          | Resultat                   |
| -------- | ---- | ------------------- | -------------- | ------------- | ------------------------------------ | -------------------------- |
| Tvåa     | 2018 | Monte Carlo Masters | Grus           | Oliver Marach | Bob Bryan Mike Bryan                 | 6–7(5–7), 3–6              |
| Vinnare  | 2019 | Shanghai Masters    | Hard court     | Bruno Soares  | Łukasz Kubot Marcelo Melo            | 6–4, 6–2                   |
| Tvåa     | 2020 | Paris Masters       | Hard court (i) | Bruno Soares  | Félix Auger-Aliassime Hubert Hurkacz | 7–6(7–3), 6–7(7–9), [2–10] |
| Vinnare  | 2021 | Miami Open          | Hard court     | Nikola Mektić | Dan Evans Neal Skupski               | 6–4, 6–4                   |
| Vinnare  | 2021 | Monte Carlo Masters | Grus           | Nikola Mektić | Dan Evans Neal Skupski               | 6–3, 4–6, [10–7]           |

### ATP-finaler i kronologisk ordning

#### Dubbel: 45 (22 titlar, 23 andraplatser)
| Teckenförklaring                  |
| --------------------------------- |
| Grand Slam turneringar (2–3)      |
| ATP World Tour Finals (0–0)       |
| ATP World Tour Masters 1000 (3–2) |
| ATP World Tour 500 Series (2–5)   |
| ATP World Tour 250 Series (15–13) |

| Finaler efter underlag |
| ---------------------- |
| Hard court (15–12)     |
| Grus (6–7)             |
| Gräs (1–4)             |

| Resultat | V–F   | Datum          | Turnering                                         | Kategori     | Underlag       | Medspelare      | Motståndare                            | Resultat                       |
| -------- | ----- | -------------- | ------------------------------------------------- | ------------ | -------------- | --------------- | -------------------------------------- | ------------------------------ |
| Tvåa     | 0–1   | Februari 2012  | Zagreb Indoors, Kroatien                          | 250 Series   | Hard court (i) | Ivan Dodig      | Marcos Baghdatis Mikhail Youzhny       | 2–6, 2–6                       |
| Tvåa     | 0–2   | Februari 2013  | Zagreb Indoors, Kroatien                          | 250 Series   | Hard court (i) | Ivan Dodig      | Julian Knowle Filip Polášek            | 3–6, 3–6                       |
| Tvåa     | 0–3   | Januari 2014   | Chennai Open, Indien                              | 250 Series   | Hard court     | Marin Draganja  | Johan Brunström Frederik Nielsen       | 2–6, 6–4, [7–10]               |
| Vinnare  | 1–3   | Maj 2015       | Open de Nice Côte d'Azur, Frankrike               | 250 Series   | Grus           | Michael Venus   | Jean-Julien Rojer Horia Tecău          | 7–6(7–4), 2–6, [10–7]          |
| Tvåa     | 1–4   | Juli 2015      | Hall of Fame Championships, USA                   | 250 Series   | Gräs           | Nicholas Monroe | Jonathan Marray Aisam-ul-Haq Qureshi   | 6–4, 3–6, [8–10]               |
| Tvåa     | 1–5   | Juli 2015      | Colombia Open, Colombia                           | 250 Series   | Hard court     | Michael Venus   | Édouard Roger-Vasselin Radek Štěpánek  | 5–7, 3–6                       |
| Tvåa     | 1–6   | Oktober 2015   | Stockholm Open, Sverige                           | 250 Series   | Hard court (i) | Michael Venus   | Nicholas Monroe Jack Sock              | 5–7, 2–6                       |
| Vinnare  | 2–6   | Januari 2016   | Auckland Open, Nya Zeeland                        | 250 Series   | Hard court     | Michael Venus   | Eric Butorac Scott Lipsky              | 7–5, 6–4                       |
| Vinnare  | 3–6   | Februari 2016  | Open Sud de France, Frankrike                     | 250 Series   | Hard court (i) | Michael Venus   | Alexander Zverev Mischa Zverev         | 7–5, 7–6(7–4)                  |
| Vinnare  | 4–6   | Februari 2016  | Open 13, Frankrike                                | 250 Series   | Hard court (i) | Michael Venus   | Jonathan Erlich Colin Fleming          | 6–2, 6–3                       |
| Tvåa     | 4–7   | Maj 2016       | Open de Nice Côte d'Azur, Frankrike               | 250 Series   | Grus           | Michael Venus   | Juan Sebastián Cabal Robert Farah      | 6–4, 4–6, [8–10]               |
| Vinnare  | 5–7   | Juni 2016      | Rosmalen Championships, Nederländerna             | 250 Series   | Gräs           | Michael Venus   | Dominic Inglot Raven Klaasen           | 3–6, 6–3, [11–9]               |
| Tvåa     | 5–8   | Juli 2016      | Swiss Open, Schweiz                               | 250 Series   | Grus           | Michael Venus   | Julio Peralta Horacio Zeballos         | 6–7(2–7), 2–6                  |
| Tvåa     | 5–9   | September 2016 | Moselle Open, Frankrike                           | 250 Series   | Hard court (i) | Michael Venus   | Julio Peralta Horacio Zeballos         | 3–6, 6–7(4–7)                  |
| Tvåa     | 5–10  | Oktober 2016   | Stockholm Open, Sverige                           | 250 Series   | Hard court (i) | Michael Venus   | Elias Ymer Mikael Ymer                 | 1–6, 1–6                       |
| Vinnare  | 6–10  | April 2017     | Grand Prix Hassan II, Marocko                     | 250 Series   | Grus           | Dominic Inglot  | Marcel Granollers Marc López           | 6–4, 2–6, [11–9]               |
| Tvåa     | 6–11  | Juni 2017      | Stuttgart Open, Tyskland                          | 250 Series   | Gräs           | Oliver Marach   | Jamie Murray Bruno Soares              | 7–6(7–4), 5–7, [5–10]          |
| Tvåa     | 6–12  | Juni 2017      | Antalya Open, Turkiet                             | 250 Series   | Gräs           | Oliver Marach   | Robert Lindstedt Aisam-ul-Haq Qureshi  | 5–7, 1–4 ret.                  |
| Tvåa     | 6–13  | Juli 2017      | Wimbledonmästerskapen , Storbritannien            | Grand Slam   | Gräs           | Oliver Marach   | Łukasz Kubot Marcelo Melo              | 7–5, 5–7, 6–7(2–7), 6–3, 11–13 |
| Vinnare  | 7–13  | Juli 2017      | German Open, Tyskland                             | 500 Series   | Grus           | Ivan Dodig      | Pablo Cuevas Marc López                | 6–3, 6–4                       |
| Vinnare  | 8–13  | Oktober 2017   | Stockholm Open, Sverige                           | 250 Series   | Hard court (i) | Oliver Marach   | Aisam-ul-Haq Qureshi Jean-Julien Rojer | 3–6, 7–6(8–6), [10–4]          |
| Vinnare  | 9–13  | Januari 2018   | Qatar Open, Qatar                                 | 250 Series   | Hard court     | Oliver Marach   | Jamie Murray Bruno Soares              | 6–2, 7–6(8–6)                  |
| Vinnare  | 10–13 | Januari 2018   | Auckland Open, Nya Zeeland (2)                    | 250 Series   | Hard court     | Oliver Marach   | Max Mirnyi Philipp Oswald              | 6–4, 5–7, [10–7]               |
| Vinnare  | 11–13 | Januari 2018   | Australiska öppna, Australien                     | Grand Slam   | Hard court     | Oliver Marach   | Juan Sebastián Cabal Robert Farah      | 6–4, 6–4                       |
| Tvåa     | 11–14 | Februari 2018  | Rotterdam Open, Nederländerna                     | 500 Series   | Hard court (i) | Oliver Marach   | Pierre-Hugues Herbert Nicolas Mahut    | 6–2, 2–6, [7–10]               |
| Tvåa     | 11–15 | April 2018     | Monte Carlo Masters, Monaco                       | Masters 1000 | Grus           | Oliver Marach   | Bob Bryan Mike Bryan                   | 6–7(5–7), 3–6                  |
| Vinnare  | 12–15 | Maj 2018       | Geneva Open, Schweiz                              | 250 Series   | Grus           | Oliver Marach   | Ivan Dodig Rajeev Ram                  | 3–6, 7–6(7–3), [11–9]          |
| Tvåa     | 12–16 | Juni 2018      | Franska öppna, Frankrike                          | Grand Slam   | Grus           | Oliver Marach   | Pierre-Hugues Herbert Nicolas Mahut    | 2–6, 6–7(4–7)                  |
| Tvåa     | 12–17 | Juli 2018      | German Open, Tyskland                             | 500 Series   | Grus           | Oliver Marach   | Julio Peralta Horacio Zeballos         | 1–6, 6–4, [6–10]               |
| Vinnare  | 13–17 | September 2018 | Chengdu Open, Kina                                | 250 Series   | Hard court     | Ivan Dodig      | Austin Krajicek Jeevan Nedunchezhiyan  | 6–2, 6–4                       |
| Tvåa     | 13–18 | Oktober 2018   | China Open, Kina                                  | 500 Series   | Hard court     | Oliver Marach   | Łukasz Kubot Marcelo Melo              | 1–6, 4–6                       |
| Vinnare  | 14–18 | Maj 2019       | Geneva Open, Schweiz (2)                          | 250 Series   | Grus           | Oliver Marach   | Matthew Ebden Robert Lindstedt         | 6–4, 6–4                       |
| Vinnare  | 15–18 | Oktober 2019   | Shanghai Masters, Kina                            | Masters 1000 | Hard court     | Bruno Soares    | Łukasz Kubot Marcelo Melo              | 6–4, 6–2                       |
| Tvåa     | 15–19 | Oktober 2019   | Stockholm Open, Sverige                           | 250 Series   | Hard court (i) | Bruno Soares    | Henri Kontinen Édouard Roger-Vasselin  | 4–6, 2–6                       |
| Vinnare  | 16–19 | Februari 2020  | Open Sud de France, Frankrike (2)                 | 250 Series   | Hard court (i) | Nikola Ćaćić    | Aisam-ul-Haq Qureshi Dominic Inglot    | 6–4, 6–7(4–7), [10–4]          |
| Vinnare  | 17–19 | September 2020 | US Open, USA                                      | Grand Slam   | Hard court     | Bruno Soares    | Wesley Koolhof Nikola Mektić           | 7–5, 6–3                       |
| Tvåa     | 17–20 | September 2020 | Hamburg Open, Tyskland                            | 500 Series   | Grus           | Ivan Dodig      | John Peers Michael Venus               | 3–6, 4–6                       |
| Tvåa     | 17–21 | Oktober 2020   | Franska öppna, Frankrike                          | Grand Slam   | Grus           | Bruno Soares    | Kevin Krawietz Andreas Mies            | 3–6, 5–7                       |
| Tvåa     | 17–22 | November 2020  | Paris Masters, Frankrike                          | Masters 1000 | Hard court (i) | Bruno Soares    | Félix Auger-Aliassime Hubert Hurkacz   | 7–6(7–3), 6–7(7–9), [2–10]     |
| Vinnare  | 18–22 | Januari 2021   | Antalya Open, Turkiet                             | 250 Series   | Hard court     | Nikola Mektić   | Ivan Dodig Filip Polášek               | 6–2, 6–4                       |
| Vinnare  | 19–22 | Februari 2021  | Murray River Open, Australien                     | 250 Series   | Hard court     | Nikola Mektić   | Jérémy Chardy Fabrice Martin           | 7–6(7–2), 6–3                  |
| Vinnare  | 20–22 | Mars 2021      | Rotterdam Open, Nederländerna                     | 500 Series   | Hard court (i) | Nikola Mektić   | Kevin Krawietz Horia Tecău             | 7–6(9–7), 6–2                  |
| Tvåa     | 20–23 | Mars 2021      | Dubai Tennis Championships, Förenade Arabemiraten | 500 Series   | Hard court     | Nikola Mektić   | Juan Sebastián Cabal Robert Farah      | 6–7(0–7), 6–7(4–7)             |
| Vinnare  | 21–23 | April 2021     | Miami Open, USA                                   | Masters 1000 | Hard court     | Nikola Mektić   | Dan Evans Neal Skupski                 | 6–4, 6–4                       |
| Vinnare  | 22–23 | April 2021     | Monte Carlo Masters, Monaco                       | Masters 1000 | Grus           | Nikola Mektić   | Dan Evans Neal Skupski                 | 6–3, 4–6, [10–7]               |